# Brooke D’Orsay
Brooke D’Orsay (ur. 17 lutego 1982 w Toronto w prowincji Ontario, Kanada) – kanadyjska aktorka.
Wystąpiła jako Heather Hanson w serialu Fox Happy Hour w 2006 roku. Za rolę Veroniki Bell w dreszczowcu Sekta III (The Skulls III, 2003) otrzymała w 2005 roku nominację do nagrody DVDX Award. Zagrała też w filmach Męsko-damska rzecz (It's a Boy Girl Thing, 2006), Porwanie na żądanie (King’s Ransom, 2005) oraz Room 10 (2006).